# Maria Lazuk
Maria Lazuk (vitryska: Мария Михайловна Лазук), född den 15 oktober 1983 i Minsk, Vitryssland, är en vitrysk gymnast.
Hon tog OS-silver i rytmisk gymnastik för trupper i samband med de olympiska gymnastiktävlingarna 2000 i Sydney.